# Mbere
Mbere (auch Ambede, Limbede, Mbédé und Mbété) ist eine Bantusprache und wird von circa 105.900 Angehörigen der Ambede in der Republik Kongo und in Gabun gesprochen (Zensus 2000).
Sie ist in der Republik Kongo in der Region Cuvette-Ouest in den Distrikten Kellé und Ewo mit circa 60.400 Sprechern und in Gabun in der Provinz Haut-Ogooué mit circa 45.500 Sprechern verbreitet.
Mbere wird in der lateinischen Schrift geschrieben.

## Klassifikation
Mbere ist eine Nordwest-Bantusprache und gehört zur Mbere-Gruppe, die als Guthrie-Zone B60 klassifiziert wird.
Sie ist mit den Sprachen Kaningi, Ndumu und Yangho verwandt, 77 % des Wortschatzes weist Gemeinsamkeiten mit dem Wortschatz von Ombamba auf, 76 % mit dem von Ngungwel, 74 % mit dem von Teke-Tege und 70 % mit dem von Teke-Tsaayi. Mbere hat den Dialekt Ngwii.